# Spondylolisthésis
 Mise en garde médicale
Le spondylolisthésis (du grec ancien σφόνδυλος, vertèbre, et ὀλίσθησις, action de glisser) désigne une affection du squelette humain, caractérisée par le glissement d'une vertèbre en avant de la vertèbre située en dessous d'elle (antéspondylolisthésis) ou en arrière (rétrolisthésis).
Les vertèbres les plus souvent concernées sont la quatrième et la cinquième vertèbre lombaire.

## Spondylolyse et spondylolisthésis isthmique chez l’adulte
La spondylolyse est une perte de continuité de l'isthme articulaire (pars interarticularis), situé entre les deux apophyses articulaires supérieure et inférieure de l'arc vertébral postérieur. Elle survient le plus souvent au niveau d'un étage vertébral lombaire bas, habituellement le dernier étage mobile. Elle peut être unilatérale ou bilatérale, induisant alors une micro mobilité ou une mobilité de l'arc postérieur. Elle peut être aiguë, traumatique, correspondant à un trait de fracture vrai, ou chronique, sans notion de vrai traumatisme. La perte de continuité s'organise alors sous la forme d'un tissu fibreux ou plus rarement pseudo-kystique plus ou moins hypertrophique dit « nodule de Gill », qui peut être agressif pour les racines nerveuses au contact. La lyse peut survenir dans l’enfance, mais aussi à l’âge adulte.
La fréquence de la spondylolyse au niveau lombaire est remarquablement élevée : de l'ordre de 3 à 7 % dans la population générale, beaucoup plus dans certains groupes. Si Inuits, et Bushmen sont classiquement des groupes à risque, la fréquence des spondylolyses est de 14 % chez les athlètes de haut niveau,, particulièrement 20 % chez les danseurs, et de 11 à 17 % chez les gymnastes et les rameurs,,, au point que la constatation d'une spondylolyse puisse être considérée comme presque physiologique dans certains groupes de sportifs,,…
Le spondylolisthésis est un déplacement permanent du corps vertébral en avant sur le corps vertébral sous-jacent, constituant un antéspondylolisthésis, ou en arrière (rétrolisthésis). Il est deux à trois fois moins fréquent que la spondylolyse isthmique. Dans sa forme dite isthmique, il survient à la faveur d'une spondylolyse vraie, ou d'un allongement « dysplasique » de l'isthme sans perte de continuité qui est peut-être le résultat de lésions traumatiques consolidées. Les spondylolisthésis ont été classés de façon purement descriptive par Newman, en 5 types essentiels. Le type isthmique est le type II, avec une forme lytique IIA, une forme avec allongement de l’isthme sans lyse IIB, et une forme traumatique aiguë avec fracture des isthmes IIC,. Les autres types sont : Le type I « dysplasique » et plutôt rare recouvre un ensemble de malformations congénitales de la charnière lombo-sacrée : incompétence des articulaires postérieures dysplasiques associée à une anomalie de croissance du sacrum « en dôme », il se voit chez l’enfant et s’accompagne de troubles radiculaires car l’arc postérieur est habituellement intact. Le type III correspond au spondylolisthésis dit « dégénératif » : il s’agit d’un glissement habituellement à l’avant dernier niveau mobile, dû à la faillite arthrosique des apophyses articulaires postérieures et permise par la dégénérescence discale associée. Ceci survient chez un individu âgé au moins sur le plan physiologique, et s’accompagne de signes radiculaires au premier plan, car l’arc postérieur reste en continuité du corps, et l’effet « coupe-cigare » ajouté à l’hypertrophie arthrosique des articulations interapophysaires crée un syndrome canalaire de type claudication neurologique ou de type radiculalgique, selon la prédominance globale ou latérale de la sténose. Le déplacement lui-même est habituellement modéré,. Le type IV intéresse le glissement acquis à la suite de la rare fracture traumatique des apophyses articulaires. Le type V comprend les conditions pathologiques locales (infection, tumeur) ou générales conduisant à la destruction des facettes, pédicules ou isthmes. Enfin un type VI, ajouté ultérieurement, est le spondylolisthésis créé par la destruction chirurgicale de l’arc postérieur,.

## Physiopathologie
Les facteurs locaux sont essentiels : hyperlordose constitutionnelle, répétition de mouvements en hyperlordose,, angle d’incidence élevé, apophyses articulaires inférieures de grand volume à l'avant-dernier niveau mobile, mettent l'isthme aplati du dernier niveau mobile en danger de cisaillement avec les apophyses articulaires sacrées à la faveur d'un traumatisme aigu ou chronique. Plateau sacré arrondi « en dôme », incidence élevée, sont des facteurs d'aggravation du glissement. Des facteurs congénitaux et héréditaires inconnus ont été évoqués pour expliquer la fréquence accrue dans certaines populations et certaines familles,,, sans qu'on connaisse le rôle de la posture et de l'habitus,,. La spondylolyse serait une pathologie de la marche, inconnue chez les patients non ambulatoires, bien que des cas aussi précoces qu’à l’âge de 2 ans aient pu être décrits.
Lorsque l'isthme est rompu ou allongé de façon bilatérale, le corps vertébral libéré du contrôle de l'arc postérieur soumet le disque sus-jacent et les ligaments ilio-lombaires à la totalité des contraintes de cisaillement qu'il subit. Des contraintes en cisaillement et de la capacité de résistance de l'anulus dépendent la constitution ou non d'un spondylolisthésis.

### Spondylolyse et spondylolisthésis isthmique sont des aspects différents d'une affection dont la variabilité clinique est remarquable
Il y a des spondylolyses bien tolérées sur de très longues périodes sans spondylolisthésis, des spondylolisthésis sans spondylolyse, des spondylolisthésis stables non évolutifs pendant de nombreuses années, des formes d'aggravation lente ou rapide qu'il faut détecter à temps, et des formes mixtes,,,. Il n'y a donc pas de filiation stricte entre les deux états et seule la surveillance est à même d'affirmer l'évolutivité vers l'aggravation du déplacement vertébral.
Les facteurs de progression sont : le sexe féminin, l'obésité, les contraintes en hyperlordose, l'âge (adolescents en période de croissance), la cyphose locale.
Le glissement constitué, le corps vertébral subit deux types de déplacements : le glissement vers l'avant proprement dit, la bascule en cyphose. S'y ajoute le déplacement vers le bas par effet de pente, et la ptose lorsque le corps vertébral échappe en bout de course au support du plateau vertébral érodé sous-jacent, sous l'effet du poids du tronc et de la traction du psoas sur le rachis lombaire.

## Quantification du glissement
L’index de Taillard mesure le glissement à partir du repère du coin postéro-inférieur de la vertèbre olisthésique, en pourcentage de la longueur antéro postérieure du plateau sacré sous-jacent. En France, on divise traditionnellement le plateau sacré en trois tiers dans le sens antéropostérieur, et on cote le glissement antéropostérieur en fonction de l'épaisseur de ce plateau :
- Grade 0	(pas de glissement, ou spondylolyse sans glissement)
- Grade I	glissement inférieur à 1/3 du plateau vertébral
- Grade II	de 1/3 à 2/3, bord postérieur du corps vertébral en regard du milieu du plateau sacré
- Grade III	plus de 2/3
- Grade IV	glissement complet au-delà de la limite antérieure du plateau sous-jacent avec spondyloptose

Dans le monde anglo-saxon, à partir de la même référence (Meyerding [83]), on divise le plateau sacré en quatre quarts et il y a 5 stades numérotés de I à V… Cependant, on s’accorde sur le fait que les spondylolisthésis dont le glissement (index de Taillard) est inférieur à 33 % ont une évolution et des implications thérapeutiques différentes de ceux dont le glissement est plus important [103].
Dans les spondylolisthésis de haut grade, la partie antérieure du plateau vertébral érodée prend un aspect arrondi ou oblique, avec un plateau à double pente [111], qui rend la mesure de l’index de Taillard peu précise. Il existe une spondyloptose lorsque le coin postérosupérieur du corps vertébral migré se trouve en position debout plus bas que le coin postérosupérieur du plateau vertébral sous-jacent quel que soit le déplacement angulaire.

## Clinique
Il existe en pratique 3 formes cliniques bien différentes : la spondylolyse isolée, le spondylolisthésis grade I, les spondylolisthésis grade II et III. La spondyloptose pose quant à elle des problèmes très particuliers.

## Spondylolyse isthmique

### Clinique
Le tableau complet est fait de douleurs lombaires diurnes ou nocturnes mais plutôt mécaniques, de radiculalgies et pseudo radiculalgies de topographie S1 plutôt que L5, siégeant dans la face postérieure des cuisses et souvent tronquées au genou, de troubles de la statique avec rétraction des ischio jambiers, dont l’origine précise est inconnue. Il est rare, mais évocateur chez un adolescent ou un adulte jeune. En pratique, nombre de spondylolyses sont de découverte systématique en l'absence complète ou presque complète de symptomatologie. Le problème est plutôt de déterminer la responsabilité d'une lyse isthmique bien banale chez un adulte lombalgique chronique afin d'éviter une chirurgie qui ne résoudra pas le problème douloureux.
Cliniquement, on recherche un trajet radiculaire vrai, un Lassègue, l'existence d'un déficit et d'une rétraction des ischio jambiers que l’on cote en mesurant l’angle poplité à 90° de flexion de cuisse en position couchée.

### Imagerie
Faire le diagnostic : les clichés standard peuvent montrer la lyse à un œil entraîné, les clichés centrés de 3/4 font toujours partie de l'arsenal diagnostic à la recherche de la décapitation du petit chien radiologique de Lachapelle [7, 76]. Les coupes de scanner peuvent aider [114] mais peuvent aussi passer dans le plan de la lyse et être difficiles à interpréter, quelquefois ce sont seulement les reconstructions tridimensionnelles dans le plan des isthmes qui permettent de trancher [45].
Dans certaines formes infra radiologiques en particulier chez le jeune sportif lombalgique, la scintigraphie osseuse au Tc 99 peut faire suspecter la lyse en montrant une fixation uni ou bilatérale [54]. La scintigraphie permet également de suspecter le caractère récent d’une lyse constituée chez un patient jeune [43, 117]. Le diagnostic précoce a un intérêt si on peut par un traitement précoce (diminution des activités, immobilisation) éviter de passer au stade de lyse radiologiquement constituée [52].
Chercher autre chose : chez un adulte lombalgique chronique ou qui se plaint de radiculalgies, la lyse isthmique est l'arbre qui cache la forêt [120] … hernie discale intra ou extra canalaire, au même niveau [94] ou à un autre niveau, tumeurs rachidiennes [8], voire ostéome ostéoïde [85] sont des diagnostics associés possibles, en marge de la lombalgie essentielle d'origine discale pure dont la physiopathologie et les indications thérapeutiques restent discutées [12].
Bilan préthérapeutique : L'IRM montre le volume du “ nodule de Gill ” , une anomalie radiculaire associée, une hernie discale au même niveau (en se méfiant des effets de volume partiel qui sont beaucoup plus fréquents), l'état du disque [31], et celui du disque sus-jacent [59] dans une perspective chirurgicale.

### Formes cliniques
La spondylolyse aiguë post traumatique, peut être unilatérale, il s'agit d'une vraie fracture en hyper extension et rotation du tronc, elle justifie un traitement conservateur prolongé dont le but est l’obtention de la consolidation et la restitution ad integrum [38]. Devant une lyse constituée dans un cadre traumatique, la scintigraphie permet d’affirmer le caractère récent et de traiter en conséquence [70]. L’immobilisation par corset est contraignante, car elle nécessite de prendre une cuisse de façon permanente.
Les spondylolyses strictement asymptomatiques ne justifient pas d'autre traitement qu'une surveillance d'autant plus rapprochée qu'il s'agit d'un individu jeune surtout chez l'adolescent sportif. En particulier, il n’y a pas de nécessité d’interdire les activités sportives [87]. Il faut revoir le patient tous les trois à six mois initialement afin d’évaluer la stabilité. Le facteur d’évolutivité essentiel est le jeune âge du patient, enfant ou adolescent.

### Indications thérapeutiques
Les lombalgies pures sont en général accessibles au traitement médical assorti d'exercice quotidien. Le but est de maintenir et renforcer la tonicité des muscles spinaux, et de lutter contre l’apparition d’une rétraction des ischio jambiers.
Le traitement chirurgical se discute en fonction de la gêne provoquée : fréquence des épisodes de lombalgie récurrente, présence de radiculalgies, rétraction des ischio jambiers.

### Techniques chirurgicales
La réparation directe du défect par greffon isthmique et instrumentation spécifique sans arthrodèse s'adresse à des patients qui ne nécessitent pas d'exploration canalaire donc sans radiculalgies vraies, qui ont un disque sous-jacent en bon état vérifié par l’IRM [32], et un défect isthmique de petit volume accessible en extra canalaire à un greffon osseux. Avec un tel niveau d'exigence, peu de patients justifient la chirurgie, et les indications sont limitées dans la forme actuelle [6, 23, 39, 57, 86].
L'arthrodèse postérolatérale non instrumentée (Wiltse [123]) est réalisée par une double voie postérolatérale entre longissimus et multifidus, les greffons de crête iliaque sont apposés au contact des transverses et articulaires de L4 à l’aileron sacré avivés. L’immobilisation postopératoire en appareil de contention est à mettre en œuvre jusqu’à consolidation, habituellement 3 mois.
L'arthrodèse L5 S1 instrumentée après libération canalaire : après exposition et résection de l’arc postérieur mobile, on excise de façon bilatérale le nodule fibreux au contact de la racine L5 et on complète la libération par la régularisation de la partie basse du pédicule L5 qui a fréquemment une forme en crochet agrippant la racine. Une instrumentation pédiculaire est mise en place de L5 à S1 et l’arthrodèse réalisée de la transverse de L5 à l’aileron sacré après un avivement qui doit être soigneux. L’arc postérieur réséqué peut fournir assez de greffons, cependant la fréquence des non-consolidations est fonction inverse du volume et de la qualité de la greffe, ce qui justifie la prise de greffe iliaque en sous aponévrotique par la même voie d’abord.
Combinaisons : la voie postérolatérale de Wiltse permet au besoin de mettre en place une instrumentation pédiculaire qui soutiendra la greffe en cas d’hyper mobilité. L’arthrodèse postérolatérale instrumentée peut être réalisée sans exploration endocanalaire et sans résection de l’arc postérieur, en fonction des besoins d’exploration et de stabilisation.
Les données qui entrent dans le choix technique sont essentiellement l’âge (consolidation plus facilement obtenue chez l’adolescent que chez l’adulte [118], qui fait préférer une arthrodèse instrumentée), la nécessité d’une exploration endocanalaire (radiculalgies vraies, conflit endocanalaire concordant) et l’état du disque sus-jacent vérifié sur l’IRM. La dégénérescence de celui-ci engage à étendre l’arthrodèse à l’avant dernier niveau mobile.

## Spondylolisthésis de grade I (index de Taillard inférieur à 33%)
Il s’agit d’une forme anatomique où par définition le glissement du corps reste modéré. Le corps vertébral est habituellement peu déformé et la cyphose angulaire absente. Les cas asymptomatiques existent encore, mais sont plus rares.

### Clinique
- Douleurs lombaires banales en épisodes récurrents, souvent depuis de nombreuses années.
- Pseudo radiculalgies tronquées au genou, très fréquentes.
- Radiculalgies suivant un trajet complet habituellement S1 ou L5 d’horaire mécanique.

Les troubles radiculaires de type claudication neurologique ou troubles sphinctériens sont habituellement absents. Ils peuvent se voir dans les formes sans lyse isthmique [25].
Rétraction des ischio-jambiers : peut être importante comparativement à la modicité du déplacement ; est à l’origine de troubles de la statique avec attitude en hyperlordose. À ce stade il n’y a pas de déformation en cyphose lombo-sacrée constituée. L’examen clinique permet de percevoir le décalage des épineuses entre avant-dernier et dernier niveau mobile chez les patients maigres.

### Imagerie
Le cliché de profil montre et quantifie le glissement antérieur du corps vertébral, mais le bord postérieur du sacrum peut être difficile à percevoir. Les 3/4 montrent le plus souvent la lyse isthmique lorsqu’elle existe. Compte tenu de la fréquence des spondylolisthésis de grade I bien tolérés, le bilan complémentaire recherche d’autres pathologies à même d’expliquer une symptomatologie lombaire ou radiculaire chez un adulte jeune [44], en particulier à un autre niveau. Enfin dans une perspective chirurgicale, on recherche l’état d’hydratation du disque sus-jacent, le volume du tissu de pseudarthrose, la morphologie des pédicules et la présence de “ crochets ” pédiculaires nécessitant résection.

### Traitement
Le traitement de médecine physique est habituellement efficace. En particulier, il est important de lutter contre la rétraction des ischio-jambiers afin d’éviter la constitution d’une attitude vicieuse qui aggrave la symptomatologie. La musculature spinale et abdominale doit être entraînée voire renforcée. Ce traitement peut suffire [81, 93].
Il faut suivre lors de la découverte de façon rapprochée puis de façon plus éloignée (tous les 6 mois, tous les ans) afin de juger de la stabilité du déplacement. La progression est possible en effet même chez l’adulte [35, 48, 68, 90].
L’indication chirurgicale est portée en fonction 1) de la gêne (radiculalgies persistantes en particulier) 2) de l’évolutivité, car la chirurgie sur un déplacement plus important sera plus risquée et plus difficile.

### Techniques chirurgicales
La réparation isthmique n’a plus sa place car la présence du listhésis n’est possible que si le disque sous-jacent est déjà anormal. Les matériels actuels, s’ils sont capables de maintenir un arc postérieur libéré en l’absence de déplacement, ne peuvent maintenir la réduction du corps vertébral et donc combler le diastasis isthmique.
L’ablation isolée de l’arc postérieur dite “intervention de Gill ” [55], n’a plus sa place et est à l’origine d’aggravation fréquente [91, 119] du déplacement.
L’arthrodèse non instrumentée par voie postéroexterne de Wiltse sans exploration intra canalaire est licite chez un individu jeune acceptant une immobilisation prolongée [34]. Cependant, il est logique de réaliser une exploration intra canalaire en cas de radiculalgie vraie [71]. Par ailleurs, la continuité de la greffe postérolatérale est difficile à affirmer, elle nécessite un scanner 3D car on a parfois des surprises. Même en cas d’arthrodèse continue consolidée, il y a des cas de progression du glissement par allongement de la greffe qui font déconseiller la technique chez l’adulte et en tout cas dans les spondylolisthésis de grade supérieur à I [21].
L’arthrodèse postérolatérale instrumentée avec vissage pédiculaire est devenue l’intervention de référence [19, 95, 99, 100, 108]. Elle s’accompagne d’exploration intra canalaire en cas de trajet radiculalgique avec imagerie concordante [33]. La position opératoire en appui sur les deux genoux, cuisses fléchies sur "table à sciatique", permet la mobilisation du bassin sur les têtes fémorales tout en libérant la traction imposées par le psoas au rachis lombaire
Les questions qui se posent sont :

### Faut-il utiliser des cages?

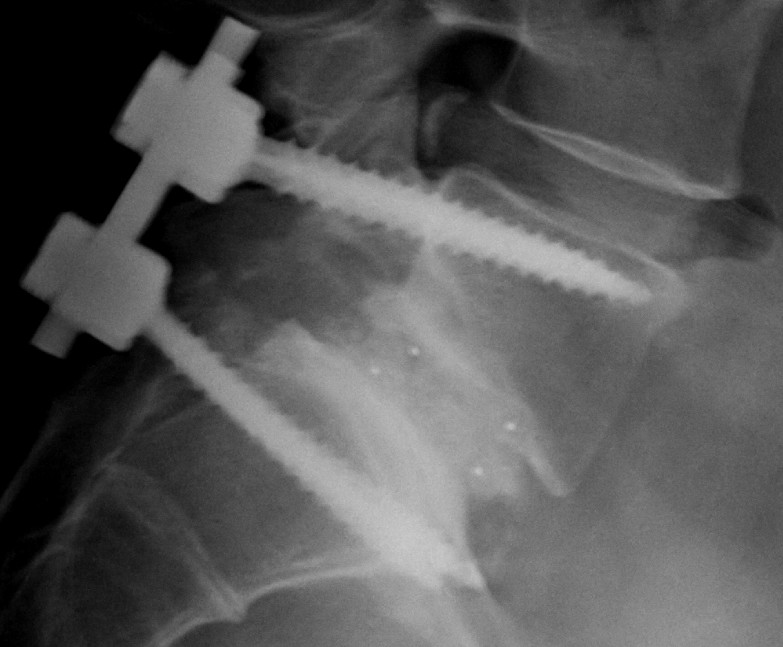
"Cage" sur L5-S1 radiographié

Il n’y a pas de nécessité de récupérer de cyphose, inexistante ici. La diminution de hauteur est modérée, et la libération foraminale est bien plus efficacement réalisée par abord direct et résection pédiculaire soigneuse à la demande que par augmentation de la hauteur du disque. Par contre, le taux de non-consolidation plus élevé sur un disque mobile de hauteur conservée semble amélioré par l’arthrodèse antérieure complémentaire, qui paraît logique en cas d’exploration intra canalaire s’il n’y a pas d’anomalie radiculaire [28, 109].
Faut-il réduire le déplacement antéro-postérieur ? Ceci paraît de peu d’utilité, mais on obtient en général facilement une réduction partielle.
Il ne faut pas mettre en cyphose, car c’est un facteur de risque de lombalgies persistantes et de dégénérescence du niveau sus-jacent ; en pratique, la lordose en L5-S1 obtenue dans le montage est très souvent sur estimée en peropératoire, et en définitive très inférieure aux valeurs physiologiques, il paraît utile de lordoser au plus proche des valeurs préopératoires physiologiques.
Il faut libérer le “ crochet pédiculaire ” à l’origine de conflit radiculaire : le bord inférieur du pédicule est épaté au niveau de la lyse comme l’est une pseudarthrose hypertrophique. Il est recourbé en crochet qui vers le bas emmène la racine L5 avec le déplacement vers l’avant du corps vertébral, à l’origine de conflit. La libération radiculaire impose de suivre la racine sous le pédicule en réséquant le “ crochet ” à la Kerisson de la façon la plus complète possible. La longueur de pédicule restant permet de réaliser le vissage pédiculaire à condition d’insérer la vis dans la partie supérieure du pédicule qui est assez haut.

## Spondylolisthésis de grade II et III (index supérieur à 33%)
Ils s’accompagnent en règle générale d’une cyphose angulaire, d’une déformation du corps vertébral en parallélépipède à petit côté postérieur, et d’une déformation du sacrum pseudo-dysplasique “ en dôme ” .
Le patient se présente avec des troubles de la statique : c’est une hyper cyphose localisée et plus ou moins mobile compensée par une hyperlordose sous-jacente. La démarche “ dandinante ” [84] en rétraction des ischio jambiers complète le tableau typique.
Les radiculalgies sont fréquentes. Il s’agit soit de pseudo radiculalgies tronquées d’origine discale, soit de radiculalgies vraies dues à l’irritation radiculaire par le volume du tissu de pseudarthrose, la rétraction de la racine par le crochet pédiculaire, la protrusion discale associée, la micro mobilité de l’ensemble en contact. Lorsque la déformation du corps est importante, le pédicule peut donner l’impression d’être implanté bas et venir pincer la racine sous son bord inférieur contre le plateau sacré.

### Imagerie
Le cliché de profil montre bien le glissement antérieur du corps vertébral, par rapport au bord postérieur du sacrum parfois difficile à percevoir. On quantifie l’index de Taillard et la cyphose lombo-sacrée. Les clichés dynamiques permettent de juger de la stabilité angulaire et du potentiel de réduction [72, 113, 125].
Le bilan préopératoire est identique. Le scanner 3D montre le crochet pédiculaire, l’IRM l’état du disque sus-jacent, la situation des racines, le volume du tissu de pseudarthrose, la pathologie possiblement associée de type hernie discale en particulier extra foraminale.

### Traitement
La gêne clinique est la règle, la progression aléatoire mais probable. L’indication opératoire est fréquente.
Les problèmes posés sont de trois types : le déplacement antéropostérieur, le déplacement angulaire en cyphose, les troubles radiculaires. La logique chirurgicale est quadruple : libérer, réduire, arthrodèser (greffer), fixer.
La libération radiculaire commence par l’ablation de l’arc postérieur puis intéresse les racines sous le pédicule qu’il faut réséquer à la demande en supprimant la partie agressive en crochet. Puis on libère la racine dans son trajet extra foraminal le plus loin possible latéralement afin de libérer en particulier le possible conflit entre la racine et l’apophyse transverse (« far out syndrome ») [122]. La libération aggrave l’instabilité préopératoire.
Le matériel d’ostéosynthèse actuel permettrait de réduire le déplacement dans presque tous les cas, au prix d’une traction sur les racines fixées et rétractées [92]. La position sur table à sciatique cuisses fléchies à 90° libère la traction du psoas et facilite la réduction tout en permettant la bascule du bassin. La réduction du déplacement angulaire est d’une grande importance afin de corriger la nutation du bassin et hyperlordose sus-jacente. Elle peut parfois n’être obtenue que par la résection postérieure du dôme sacré. La réduction du déplacement antéropostérieur a moins d’intérêt et met directement les racines L5 en tension.
Sur un disque de hauteur conservée, l’arthrodèse inter somatique complémentaire offre un support antérieur et améliore peut-être la fréquence de consolidation. Sur un disque pincé peu mobile, la mise en place de cages peut gêner la mise en lordose. De plus, la récupération de la hauteur aggrave la tension des racines et il est bien plus logique de libérer et de contrôler directement celles-ci plutôt que de tenter d’ “ ouvrir ” les foramen. L’arthrodèse antérieure par avivement des plateaux et greffe sans cage est peut être une alternative [30, 78, 112].
La fixation nécessite une prise sacrée solide avec plusieurs vis en utilisant une plaque ou un sabot. On fixe les niveaux mobiles sur l’ensemble tige-plaque sacrée en lordosant et en réglant la réduction antéro postérieure par la pénétration des vis. La dégénérescence du disque sus-jacent ou les conditions générales (ostéoporose, etc.) font inclure la vertèbre sus-jacente dans l’arthrodèse.
Le volume de greffe fourni par l’arc postérieur réséqué est habituellement insuffisant et la prise de greffe iliaque justifiée.
Des troubles radiculaires surviennent dans la moyenne des séries avec réduction dans 18 % des cas [67, 89], dont un tiers à la moitié sont définitifs. Ils semblent dépendre directement de l’amplitude de réduction antéro-postérieure et axiale. [9]. Cependant, la survenue de syndrome de la queue de cheval avait été remarquée dans les greffes in situ non instrumentées de spondylolisthésis sévères [66, 101].
En post opératoire, on positionne le patient cuisses fléchies sur un coussin dont la hauteur est progressivement diminuée. La survenue de paresthésies fait prescrire des corticoïdes à forte dose (Solupred 80 mg/j) dont on diminue rapidement les doses sur quelques jours. Ces troubles radiculaires peuvent être de survenue retardée, quelques jours après l’intervention, lorsque le patient est levé et reprend ses activités.

## Spondyloptose
La spondyloptose est la chute du corps de L5 (ou dernier niveau mobile) devant le sacrum ; la charnière lombo-sacrée est dans ces cas fortement anormale avec déformation du sacrum en dôme, vertèbre ptosée de petite taille fortement dysplasique, cyphose lombo-sacrée Il existe des cas de filiation documentée spondylolisthésis – spondyloptose, et des cas d’apparition récente chez l’enfant en particulier jeunes gymnastes, qui ne font plus discuter le caractère acquis plutôt que congénital. Les patients se présentent avec douleurs lombaires souvent anciennes, radiculalgies et pseudo radiculalgies, et troubles de la statique importants : le tronc est raccourci et projeté en avant avec pli abdominal transverse, fesses plates et le creux lombaire sus-jacent à l’épineuse de L4 est palpable. La démarche est “ dandinante ” , hanches et genoux enraidis en flexion selon l’ancienneté de la déformation. Surtout, des troubles neurologiques périnéaux peuvent survenir, s’accompagnant au pire de perte de la marche. L’imagerie montre le corps déformé de la dernière vertèbre mobile en avant du plateau sacré, dans une position de cyphose variable, avec quelquefois une lordose conservée. Le fourreau dural est aplati contre le bord postérieur du plateau sacré à l’origine des troubles radiculaires [56].
Chez l’enfant, la réduction peut être initiée par la mise en traction en lordose sur un hamac soutenant le pelvis. Le contrôle radiologique de la progression fait corriger progressivement la lordose en quelques jours. La réduction progressive est limitée à quelques jours et les tractions prolongées plusieurs semaines ne sont plus utilisées. L’obtention d’une réduction permet de réaliser la fixation arthrodèse par voie postérieure après libération radiculaire. La résection de la partie postérieure du dôme sacré peut permettre la réduction angulaire en limitant la traction sur les racines. Les doubles abords antérieur et postérieur en un ou plusieurs temps ont été développés pour limiter les pertes de réduction [14, 22, 36]. Compte tenu des performances du matériel actuel, on essaie de réserver ces procédures lourdes aux reprises [20]
Chez l’adulte, la réduction est très difficile à obtenir. La résection du corps vertébral par voie antérieure [51, 77] est une procédure lourde, hémorragique, et ne règle pas les problèmes de conflit radiculaire lors de la réduction par voie postérieure. La résection du dôme sacré par voie postérieure peut dans certains cas permettre une réduction en cas de vertèbre ptosée de petite taille. La fixation en place S1 – L5 après libération radiculaire et réduction angulaire partielle est préférée. Elle peut être faite selon deux modalités qui peuvent être combinées :
Vissage L5 trans-sacré et arthrodèse sus-jacente instrumentée[1, 60];
Arthrodèse S1 – L5 selon la technique de Bohlman [17] par forage intra canalaire antéro postérieur du sacrum et de la vertèbre ptosée sous contrôle de l’amplificateur de brillance [46]. Initialement réalisée avec un greffon péronier, la technique a connu un regain d’intérêt avec l’utilisation de vis creuses remplies de spongieux. Le problème posé par le bris éventuel de ces vis dans le corps de L5 n’est cependant pas résolu. Les résultats cliniques des arthrodèses en place sans réduction sont favorables en comparaison des interventions nécessitant plusieurs temps.